# نارانگبا، کوئینزلند
نارانگبا (به انگلیسی: Narangba) یک حومه شهر و شهرک در استرالیا است که در کوئینزلند واقع شده‌است.